# Archieparquía de Bagdad de los armenios
La archieparquía de Bagdad de los armenios (en latín: Archieparchia Babylonensis Armenorum y en armenio: Հայ Կաթոլիկ եկեղեցու Բաղդադի թեմ) es una circunscripción eclesiástica de la Iglesia católica en Irak. Se trata de una archieparquía armenia, inmediatamente sujeta al patriarcado de Cilicia de los armenios. Desde el 27 de mayo de 2023 su archieparca es Nersès (Joseph) Zabbara.

## Territorio y organización
La archieparquía tiene 438 317 km² y extiende su jurisdicción sobre los fieles católicos de rito armenio residentes en Irak. La archieparquía está dentro del territorio propio del patriarcado de Cilicia de los armenios
La sede de la archieparquía se encuentra en la ciudad de Bagdad, en donde se halla la Catedral de Nuestra Señora de Nareg y la excatedral del Sagrado Corazón de Jesús.
En 2022 en la archieparquía existían 2 parroquias ubicadas en Bagdad: Nuestra Señora de Nareg y Sagrado Corazón de Jesús.

## Historia
En el siglo XVII se asentaron comunidades armenias en la Mesopotamia iraquí después de que el sah Abás I de Persia conquistara Bagdad en 1623. Este soberano trasladó 12 000 armenios desde Najicheván a su capital Ispahán, muchos de los cuales a su muerte se trasladaron a Basora y a la India. Los otomanos recuperaron Bagdad en 1638 y el número de armenios en la actual Irak creció hasta 90 000 a finales del siglo XIX, la gran mayoría pertenecientes a la Iglesia apostólica armenia. La pequeña comunidad católica armenia en Irak se formó en los siglos XVII y XVIII. 
El centro de la comunidad católica armenia predominantemente árabe parlante en Irak siempre ha estado en Bagdad y desde 1844 había una pequeña iglesia.
Un primer intento de erigir una eparquía armenia en Bagdad fue en el sínodo de Bzommar del 18 de octubre de 1851, pero no fue aprobado por la Santa Sede. 
Aprovechando la presencia de los obispos armenios en Roma debido al sínodo que lo eligió, el patriarca Antonio Pedro IX Hassun convocó a una conferencia del 3 al 19 de julio de 1867 en la cual propuso una restructuración de las diócesis del patriarcado, que el papa aprobó el 13 de agosto de 1867. En esa conferencia se dispuso que Bagdad y la Arabia oriental se transformasen en un vicariato foráneo provisoriamente gobernado por el archieparca de Mardin, erigiéndose así el vicariato foráneo patriarcal de Bagdad.
En 1890 el vicariato patriarcal de Bagdad tenía un sacerdote y una parroquia.
En 1914 había alrededor de 300 católicos armenios en todo el territorio que hoy es Irak. Debido al genocidio armenio en el Imperio otomano, alrededor de 25 000 refugiados armenios se asentaron en la zona del Mandato británico de Mesopotamia, establecido en 1920 después de la Primera Guerra Mundial. El archieparca de Mardin, Ignacio Maloyan, fue ejecutado el 11 de junio de 1915 y su sucesor Jacques Nessimian recién fue nombrado el 1 de julio de 1928 y se instaló en Bagdad.
El 3 de abril de 1938, cuando varios miles de católicos armenios vivían en Bagdad, se consagró la iglesia del Sagrado Corazón.
En 1953 el sínodo armenio reunido en Bzommar solicitó a la Santa Sede la erección de una archieparquía en Irak. La archieparquía fue erigida el 29 de junio de 1954 mediante la bula Ex quo tempore del papa Pío XII, separando territorio de la archieparquía de Mardin, a la vez de hecho suprimida y desde 1972 conservada como diócesis titular. La bula trasladó a la nueva archieparquía a la jurisdicción del patriarcado de Cilicia.

Ex latissima archidioecesi Mardensi Armenorum id territorii separamus quod Irakeni regni finibus clauditur, quodque in novae archidioecesis formam redigimus, Bagdadensis Armenorum nomine appellandae. Cuius novae Ecclesiae Sedes in urbe Bagdad erit, cathedra vero archiepiscopalis in templo Beatae Mariae Virginis caelo receptae collocabitur, per has Litteras ad cathedralium aedium honorem evecto.

El último archieparca de Mardin, Nersès Tayroyan, ya instalado en Bagdad, fue nombrado como primer archieparca de Bagdad.
Inicialmente la catedral fue la iglesia del Sagrado Corazón, pero el 18 de octubre de 1998 consagrada la nueva Catedral de Nuestra Señora de Nareg.
Después de la invasión estadounidense y el derrocamiento de Saddam Hussein en 2003, la situación de los católicos armenios y otros cristianos en Irak se volvió potencialmente mortal. El 1 de agosto de 2004 hubo un fallido ataque terrorista en la Catedral de Nuestra Señora de Nareg. Muchos católicos armenios abandonaron la ciudad y en 2013 todavía había 1650 católicos armenios en Irak, que se redujeron a 500 en 2018.

## Estadísticas
Según el Anuario Pontificio 2023 la archieparquía tenía a fines de 2022 un total de 500 fieles bautizados.
| Año                                                                             | Población            | Población | Población      | Sacerdotes | Sacerdotes    | Sacerdotes    | Bautizados por sacerdote | Diáconos permanentes | Religiosos | Religiosos | Parroquias |
| Año                                                                             | Bautizados católicos | Total     | % de católicos | Total      | Clero secular | Clero regular | Bautizados por sacerdote | Diáconos permanentes | Varones    | Mujeres    | Parroquias |
| ------------------------------------------------------------------------------- | -------------------- | --------- | -------------- | ---------- | ------------- | ------------- | ------------------------ | -------------------- | ---------- | ---------- | ---------- |
| 1970                                                                            | 2000                 | 8 500 000 | 0.024          | 4          | 4             |               | 500                      |                      |            |            | 2          |
| 1980                                                                            | 2000                 | ?         | ?              | 2          | 2             |               | 1000                     |                      |            | 6          | 1          |
| 1990                                                                            | 2200                 | ?         | ?              | 2          | 1             | 1             | 1100                     |                      | 1          | 3          | 1          |
| 1999                                                                            | 2000                 | ?         | ?              | 2          | 1             | 1             | 1000                     |                      | 1          | 2          | 1          |
| 2000                                                                            | 2000                 | ?         | ?              | 2          | 1             | 1             | 1000                     |                      | 1          | 2          | 1          |
| 2001                                                                            | 2000                 | ?         | ?              | 2          | 2             |               | 1000                     |                      |            | 2          | 2          |
| 2002                                                                            | 2000                 | ?         | ?              | 2          | 2             |               | 1000                     |                      |            | 3          | 2          |
| 2003                                                                            | 2000                 | ?         | ?              | 2          | 2             |               | 1000                     |                      |            | 2          | 2          |
| 2004                                                                            | 2000                 | ?         | ?              | 2          | 2             |               | 1000                     |                      | 1          | 1          | 2          |
| 2007                                                                            | 1600                 | ?         | ?              | 2          | 2             |               | 1000                     |                      | 1          | 1          | 2          |
| 2012                                                                            | 1650                 | ?         | ?              |            |               |               |                          |                      |            |            | 2          |
| 2015                                                                            | 1800                 | ?         | ?              |            |               |               |                          |                      |            |            | 2          |
| 2018                                                                            | 500                  |           |                |            | 1             | 1             |                          | 500                  |            |            | 2          |
| 2020                                                                            | 500                  | ?         | ?              | 1          | 1             |               | 500                      |                      | 2          |            | 2          |
| 2022                                                                            | 500                  | ?         | ?              | 2          | 2             |               | 250                      |                      | 2          |            | 2          |
| Fuente: Catholic-Hierarchy, que a su vez toma los datos del Anuario Pontificio. |                      |           |                |            |               |               |                          |                      |            |            |            |

## Episcopologio
- Nersès Tayroyan † (29 de junio de 1954-1 de octubre de 1972 retirado)
- Jean Kasparian, I.C.P.B. † (6 de diciembre de 1972-5 de agosto de 1982 nombrado patriarca de Cilicia)
- Paul Coussa † (27 de junio de 1983-13 de octubre de 2001 retirado)
  - Sede vacante (2001-2007)
- Emmanuel Dabbaghian † (26 de enero de 2007 aprobado[nota 1]-9 de octubre de 2017 retirado)
  - Sede vacante (2017-2023)
- Nersès (Joseph) Zabbara, desde el 27 de mayo de 2023[nota 2]